# Eru-apla-usur
Eru-apla-usur (akad. Eru-apla-uṣur, w transliteracji z pisma klinowego zapisywane mdE-ru-A-PAB) – wysoki asyryjski dostojnik, pełnił urząd „wielkiego wezyra” (sukkallu rabiu) oraz gubernatora prowincji Halahhu (šakin Ḫalaḫḫi) za rządów króla Ninurta-apil-Ekura (1191-1179 p.n.e.). W trakcie wykopalisk w Aszur odnaleziono jego stelę.